# Fescennium
Fescennium è stata un'antica città stato di cultura falisca nella Valle del Tevere nel Lazio, ipotesi archeologiche indicano i resti nel comune di Corchiano in provincia di Viterbo dove sono stati rinvenuti reperti dell'VIII secolo a.C. 

## Origini e storia
Secondo lo storico Dionigi di Alicarnasso essa fu fondata dai Siculi, vi si insediarono successivamente i Pelasgi ed infine i Falisci. La città fu alleata degli Etruschi contro i Romani che ne occuparono il territorio nel 241 a.C. I suoi abitanti e quelli della vicina Falerii Veteres (attuale Civita Castellana) furono trasferiti nella colonia di Falerii Novi.
A essa fa riferimento il grammatico Festo quando ci fornisce una delle possibili etimologie dello stile poetico dei versi fescennini in base alla quale essi fossero chiamati così perché nati proprio nella città falisca.